# Susanne Wollschläger
Susanne Wollschläger (* 5. Mai 1965 in Duisburg, nach Heirat Susanne Maertens) ist eine ehemalige deutsche Hockeytorhüterin und dreifache Olympiateilnehmerin.
Susanne Wollschläger vom Club Raffelberg in Duisburg erreichte mit ihrem Verein 1987 und 1991 den zweiten Platz bei der Deutschen Meisterschaft. Ihre internationale Karriere begann 1984 mit dem zweiten Platz bei der Junioreneuropameisterschaft. 1986 debütierte Wollschläger in der deutschen Hockeynationalmannschaft. Bei ihrem ersten großen Turnier belegte Deutschland den zweiten Platz bei der Weltmeisterschaft 1986. 1987 gewann Deutschland die Halleneuropameisterschaft und belegte den vierten Platz im Freien. Bei den Olympischen Spielen 1988 in Seoul erreichte das Team den fünften Platz, wobei Susanne Wollschläger in allen fünf Spielen im Tor stand.
1990 gewann Susanne Wollschläger zum zweiten Mal bei der Halleneuropameisterschaft. Im Freien belegte das deutsche Team den achten Platz bei der Weltmeisterschaft 1990. 1991 erreichte die Mannschaft den zweiten Platz bei der Europameisterschaft und wie 1989 den zweiten Platz bei der FIH Champions Trophy. Nach der Silbermedaille bei den Olympischen Spielen 1992 in Barcelona beendete Susanne Wollschläger ihre Laufbahn in der Nationalmannschaft.
Für den Gewinn der Silbermedaille bei den Olympischen Spielen 1992 erhielt sie am 23. Juni 1993 das Silberne Lorbeerblatt.
Für die Olympischen Spiele 1996 kehrte sie zurück und war Stammtorhüterin, die Mannschaft erreichte den sechsten Platz. Insgesamt wirkte Susanne Wollschläger von 1986 bis 1996 in 110 Länderspielen mit, davon 7 in der Halle.
Als Vereinstrainerin des Clubs Raffelberg wurde Susanne Wollschläger 2012 mit den Mädchen A Deutscher Meister in der Halle sowie 2011 und 2012 Deutscher Vizemeister auf dem Feld. 2019 setzte sie sich mit der wJB des Clubs Raffelberg im Deutschen Finale auf dem Feld unerwartet, aber verdient gegen Berlin durch und konnte so den nächsten Jugendtitel für den Club holen.